# SpaceShipOne

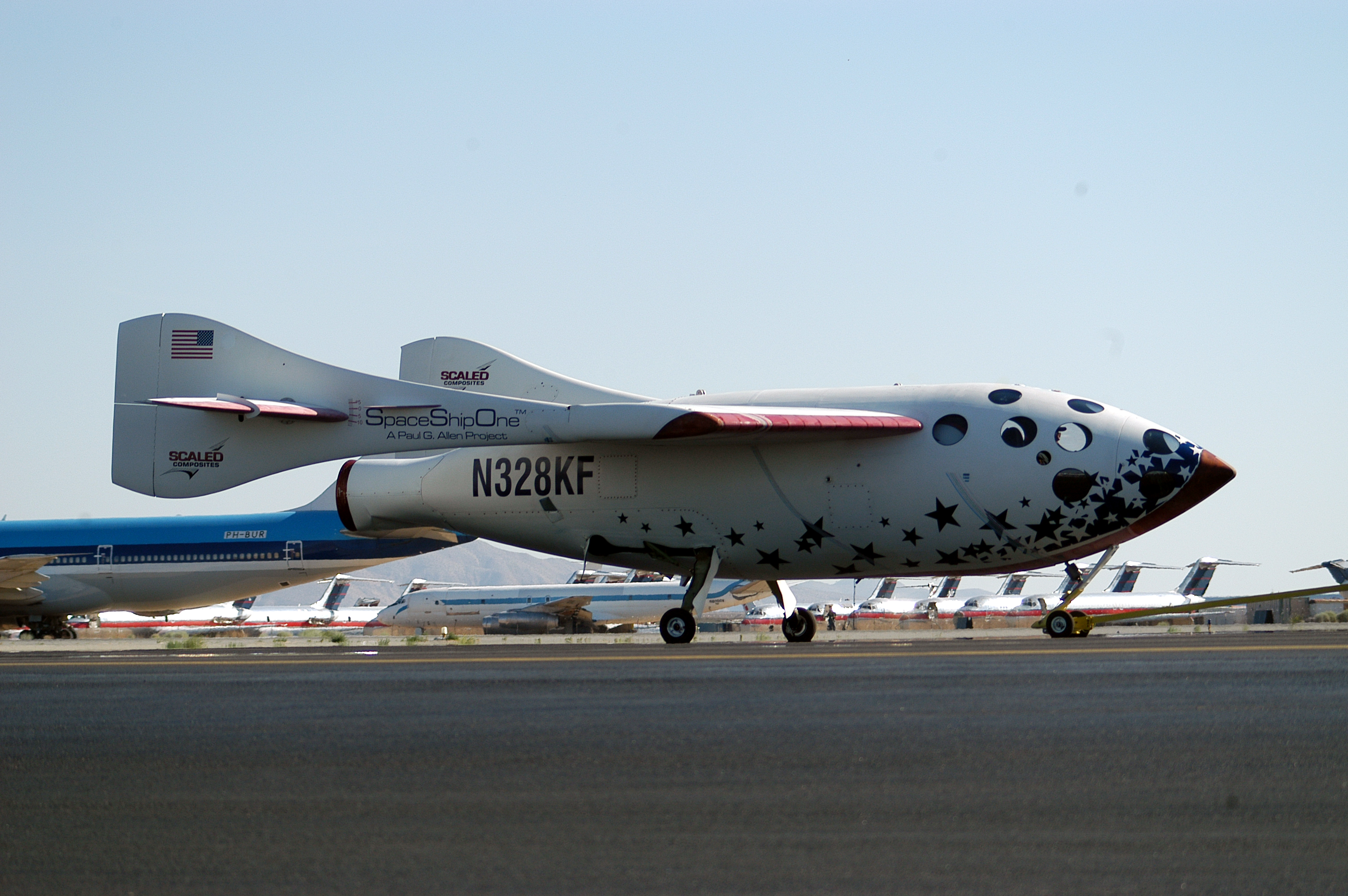
SpaceShipOne

SpaceShipOne (SS1) is een particulier experimenteel ruimtevaartuig voor suborbitale ruimtevluchten, dat ontworpen is door het bedrijf van Burt Rutan, Scaled Composites. Het ruimteschip won de Ansari X Prize door binnen twee weken met hetzelfde vliegtuig de eerste niet door de overheid gesteunde ruimtevluchten uit te voeren. Sinds 5 oktober 2005 maakt het ruimteschip deel uit van de collectie van het National Air and Space Museum in Washington, D.C.
SpaceShipOne maakt gebruik van een hybride raketmotor die loopt op lachgas en een rubberachtige vaste brandstof.
Het vaartuig heeft een speciaal systeem waarmee de stand van de vleugels aangepast kan worden tijdens de terugkeer in de atmosfeer. De cabine heeft plaats voor drie personen, inclusief de piloot.
Het ruimtevaartuig werd gehangen aan het vliegtuig White Knight, en ging vanaf zo'n 15 km hoogte zelfstandig verder, en landde uiteindelijk zelfstandig. Het kon wel de ruimte bereiken maar kreeg (zoals gepland) lang niet voldoende snelheid om in een baan rond de aarde te komen.
Het vaartuig is geregistreerd bij de FAA onder nummer N328KF, een verwijzing naar de 328.000 voet (KF=kilo feet) die het tot doel had te bereiken. Op deze hoogte, 100 km, ligt de Kármánlijn, de denkbeeldige grens tussen luchtruim en ruimte.
De opvolger van SpaceShipOne is het commerciële ruimtevaartuig SpaceShipTwo.

## Mijlpalen
| Datum             | Topsnelheid | Max. hoogte | Piloot        |
| ----------------- | ----------- | ----------- | ------------- |
| 17 december 2003  | Mach 1,2    | 20,7 km     | Brian Binnie  |
| 8 april 2004      | Mach 1,6    | 32,0 km     | Peter Siebold |
| 13 mei 2004       | Mach 2,5    | 64,4 km     | Mike Melvill  |
| 21 juni 2004      | Mach 2,9    | 100,1 km    | Mike Melvill  |
| 29 september 2004 | Mach 2,92   | 102,9 km    | Mike Melvill  |
| 4 oktober 2004    | Mach 3,09   | 112,0 km    | Brian Binnie  |

- Op 17 december 2003 (100 jaar na de eerste vlucht van een vliegtuig) maakte het zijn eerste gemotoriseerde vlucht, nadat eerder verscheidene glij-testen gemaakt waren. Ook was dit het eerste particuliere vliegtuig dat de geluidsbarrière doorbrak (eerdere niet-militaire vliegtuigen die de barrière doorbraken, zoals de Concorde, waren door de overheid gefinancierd).
- Op 1 april 2004 ontving Scaled Composites de eerste vergunning ooit afgegeven voor een particuliere ruimtevlucht.
- Op 21 juni 2004 bereikte SS1 voor het eerst de ruimte, gedefinieerd op een grens van 100 km boven de aarde. Deze grens is gedefinieerd door de Fédération Aéronautique Internationale. SS1 vertrok om 13:45 UTC (15:45 CEST) gehangen aan het vliegtuig White Knight, bestuurd door Mike Melvill. Vlak voor 15:00 UTC startte hij op zo'n 15 km hoogte de raketmotoren voor 80 seconden en bereikte zo de hoogte van 100,124 km. Rond 15:15 UTC landde het veilig op de basis van Scaled Composites in de Mojavewoestijn in Californië.
- Het project wordt grotendeels gefinancierd door Paul Allen, een van de medeoprichters van Microsoft.
- Op 27 september 2004 werd bekend dat de Britse zakenman Richard Branson met het bedrijf Virgin Galactic de commerciële exploitatie van het ruimtevaartuig gaat verzorgen. Passagiers zouden $200 000 voor een ruimtevlucht gaan betalen.
- Op 29 september 2004 werd de eerste vlucht voltooid om de Ansari X Prize van 10 miljoen dollar te winnen. Piloot was Mike Melvill.
- Op 4 oktober 2004 won SS1 de Ansari X Prize na een tweede vlucht binnen de twee weken met hetzelfde toestel naar een hoogte van meer dan 100 kilometer. Deze keer was de piloot Brian Binnie.